# Phragmatobia pura
Phragmatobia pura är en fjärilsart som beskrevs av Barend J. Lempke 1964. Phragmatobia pura ingår i släktet Phragmatobia och familjen björnspinnare. Inga underarter finns listade i Catalogue of Life.